# 布斯塔尔维耶霍
布斯塔尔维耶霍，是西班牙马德里自治区的一个市镇。总面积57平方公里，总人口2372人（2013年），人口密度42人/平方公里。